# Francesco Calogero
Francesco Calogero (Messina, Sicília, 16 de agosto de 1957) é um cineasta italiano.
Estreou-se como cineasta em 1987 com La gentilezza del tocco. Depois seguiram-se os seguintes filmes Visioni private, Nessuno, Cinque giorni di tempesta, Metronotte e Seconda Primavera. É professor de técnicas cinematográficas, diretor artístico de festivais, autor de documentários e curtas metragens e, ocasionalmente, ator.

## Carreira

### Filmografia
- La gentilezza del tocco (1987)
- Visioni private (1989)
- Nessuno (1992)
- Cinque giorni di tempesta (1997)
- Metronotte (2000)
- Seconda Primavera (2015)

### Ator
- Visioni private (1990)
- Ultimo bagliore e nulla (2003, curta-metragem)